# Ljudmila Engquist
Ljudmila Viktorovna Narožilenko-Engquist, rusko-švedska atletinja, * 21. april 1964, Kriuša, Tambovska oblast, Sovjetska zveza.
Ljudmila Engquist je nastopila na poletnih olimpijskih igrah v letih 1988 v Seulu za Sovjetsko zvezo, 1992 v Barceloni za Skupnost neodvisnih držav in 1996 v Atlanti za Švedsko. Največji uspeh kariere je dosegla na igrah leta 1996, ko je postala olimpijska prvakinja v teku na 100 m z ovirami. Na svetovnih prvenstvih je osvojila naslova prvakinj v letih 1991 za Sovjetsko zvezo in 1997 za Švedsko, leta 1999 je bila bronasta, leta 1991 je osvojila tudi naslov svetovne dvoranske prvakinje v teku na 60 m z ovirami.